# 솜방망이
솜방망이는 국화과에 딸린 여러해살이풀이다. 한국·중국·일본 등지에 분포하며 들솜쟁이, 구설초, 산방망이, 소곰쟁이라고도 한다.라고도 한다.

## 생태
산지에서 자라고, 높이 20-65cm이다. 줄기는 자줏빛이 돌며 거미줄 같은 백색 털이 밀생한다. 뿌리잎은 로제트형으로 수평으로 퍼지고, 길이 5-10cm의 타원형으로 가장자리가 밋밋하거나 잔톱니가 있으며, 점차 밑부분이 좁아져서 잎자루처럼 된다. 양면에 많은 솜털로 덮여 있어서 솜방망이라고 부른다. 줄기잎은 어긋나고 잎자루가 없으며, 길이 7-11cm의 피침형으로 밑부분이 원줄기를 감싸고, 위로 올라갈수록 잎이 작아진다. 꽃은 5-6월에 황색으로 피고, 지름 3-4cm이며, 설상화와 관상화로 이루어진 3-9개의 두화가 줄기 끝에서 산방 또는 산형꽃차례로 달린다. 총포는 길이 8mm 정도의 통 모양이고 녹색이며, 포편은 1줄로 배열한다. 열매는 수과이고 길이 약 2.5mm로 털이 있으며, 회백색의 관모가 있다.
속명의 senecio는 라틴어의 senex '노인 또는 백발노인'이라는 뜻으로 흰색의 관모에서 유래되었으며 종자가 떨어진 화판을 노인의 대머리에 비교한 데서 비롯되었다. 세계 각처에 2000~3000종이 나며 한국에 17종이 있다. 내한성, 내건성이 강하고 내음성이 약하며 광선을 요하며 10~30°C에서 잘 자란다.
어린순은 나물로 먹고 꽃은 한방에서 거담제로 이용한다.

## 사진

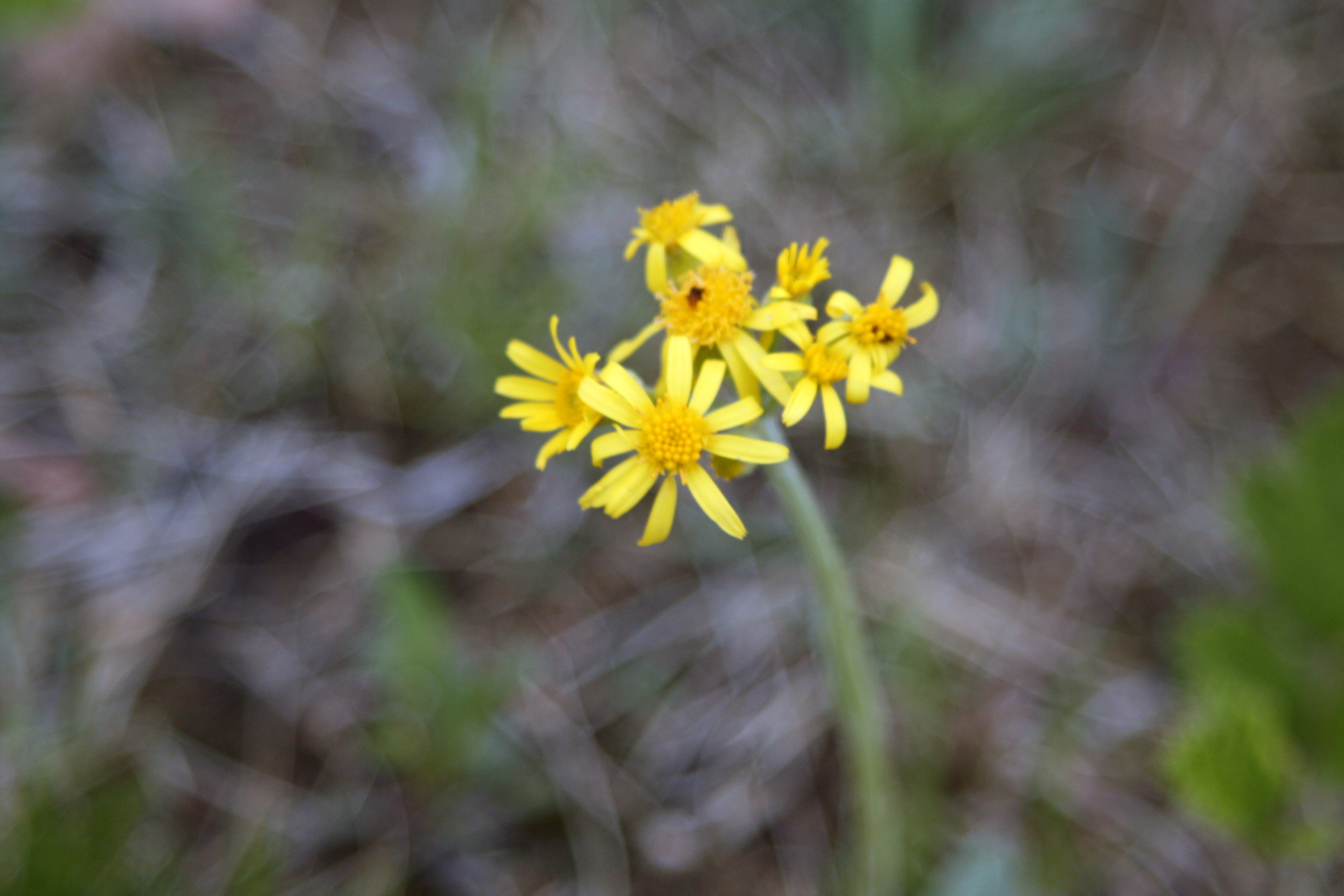
꽃
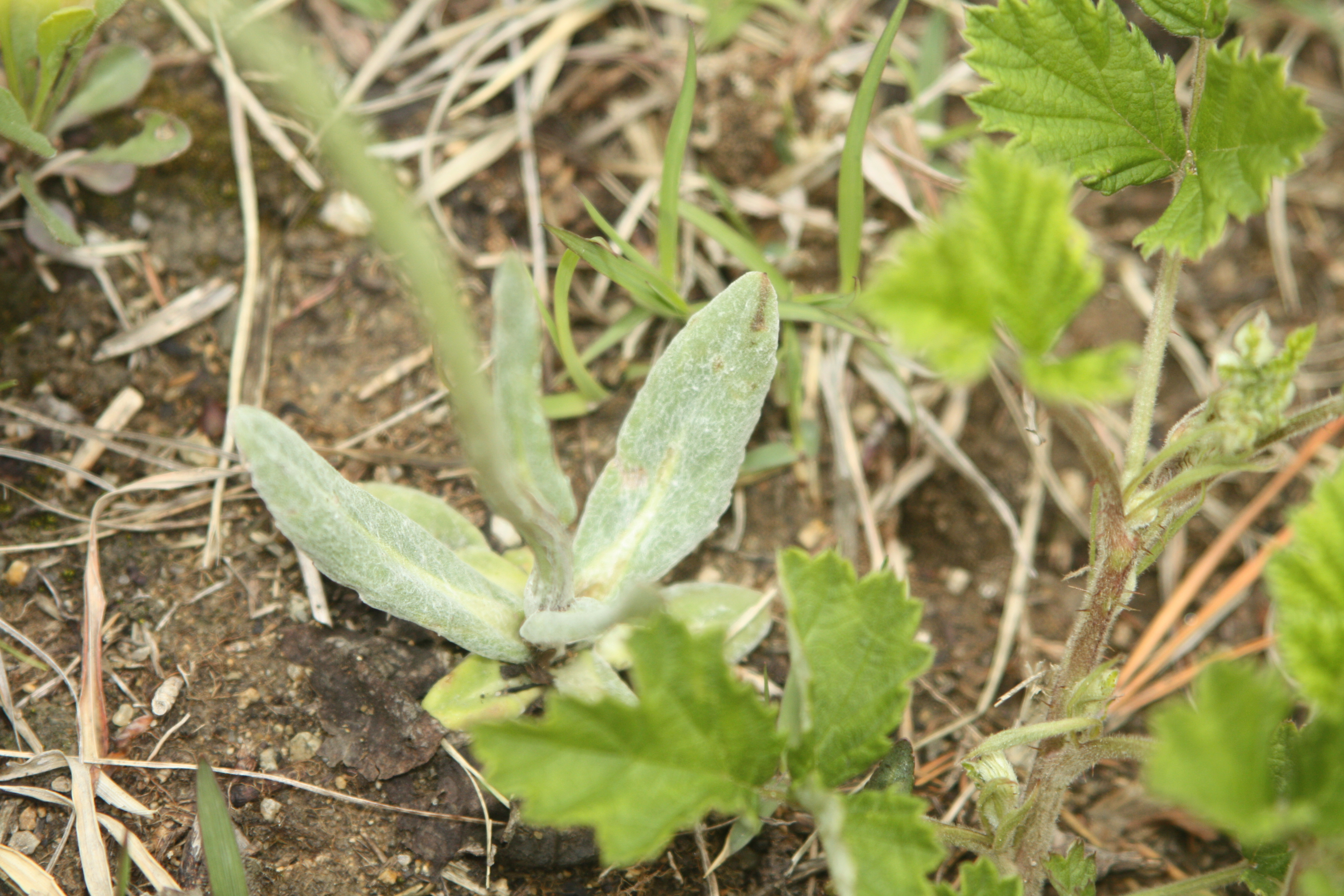
잎